# Dirk Graham
Dirk Milton Graham (Kanada, Saskatchewan, Regina, 1959. július 29. –) profi jégkorongozó.

## Karrier
Komolyabb junior karrierjét az SJHL-es Regina Bluesban kezdte 1975–1976-ban majd jó játéka miatt felkerült a WCHL-es Regina Patsbe két mérkőzésre. Ebben a csapatban 1979-ig maradt. Az utolsó két szezonjában 100+ pontot szerzett. Az 1979-es NHL-drafton a Vancouver Canucks választotta ki az ötödik kör 89. helyen. A draft után a felnőtt pályafutását a CHL-es Dallas Black Hawksban kezdte meg. 1980–1981-ben játszott az IHL-es Fort Wayne Kometsben hat mérkőzést majd ezután átkerült a szintén IHL-es Toledo Goaldiggersbe ahol 61 mérkőzésen 85 pontot szerzett. 1983-ig ebben a csapatban szerepelt és először 105 pontot gyűjtött majd utolsó bajnoki évében 70 gólt ütött és 55 asszisztot adott így jött össze a 125 pont. 1983. augusztus 17-én a Minnesota North Stars szabad ügynökként leigazolta és hat mérkőzésen jégre léphetett az National Hockey League-ben, amelyeken egy-egy gólt és gólpasszt jegyzett. Az idény hátralévő részét a CHL-es Salt Lake Golden Eaglesben töltötte, ahol 57 mérkőzésen 94 pontot szerzett. 1984–1985-ben már 36 NHL-es mérkőzésen korcsolyázhatott és ezeken 23 pontot szorgoskodott össze de ennek ellenére még mindig leküldték az AHL-es Springfield Indiansba hol viszont 37 mérkőzésen 48 pontot gyűjtött. 1985-től aztán 1988. január 4-ig csak a North Starsban játszott. Ekkor ugyanis elcserélték a Chicago Blackhawks ahol egészen 1995-ig kerettag és csapatkapitány (1989–1995 között) volt. A chicagói évek alatt 1989-ben 78 pontot szerzett valamint a legjobb védekező csatárnak járó díjat, a Frank J. Selke-trófeát is megkapta 1991-ben. 1992-ben eljutottak a Stanley-kupa döntőbe de ott a Mario Lemieux által vezetett és rendkívül erős Pittsburgh Penguins legyőzte őket.

## Nemzetközi szereplés
Pályafutása során két nagy sport világeseményen viselhette a juharleveles mezt. Az első az 1987-es jégkorong-világbajnokság volt. Ekkor a kanadaiak érem nélkül tértek haza mert csak a negyedikek lettek. Ő kilenc mérkőzésen három asszisztot jegyzett. Négy évvel később az 1991-es Kanada-kupán viszont aranyérmes lett a válogatottal.

## Edzői évek
Visszavonulása után a következő évben a Chicago Blackhawks másodedzője lett egy szezonra majd 1998–1999-ben visszatért mint edző de irányítása alatt a csapat gyengén szerepelt ezért távoznia kellett. 2004–2006 között az AHL-es Springfield Falcons csapatát edzette de mind a kétszer lemaradtak a rájátszásról. 2006–2008 között a Tampa Bay Lightningnál volt profi játékos megfigyelő. Ugyan ezt a pozíciót tölti be a San Jose Sharksnál 2008 óta.

## Díjai
- WHL Második All-Star Csapat: 1979
- Turner-kupa: 1982, 1983
- IHL Második All-Star Csapat: 1981
- IHL Első All-Star Csapat: 1983
- CHL Első All-Star Csapat: 1984
- Frank J. Selke-trófea: 1991
- Kanada-kupa aranyérem: 1991